# War Horse
War Horse (titulada Caballo de batalla en España y Caballo de guerra en Hispanoamérica) es una película británicoestadounidense estrenada en 2011, dirigida por Steven Spielberg y protagonizada por Jeremy Irvine, David Thewlis, Tom Hiddleston, Benedict Cumberbatch, Emily Watson, Eddie Marsan, Toby Kebbell, David Kross y Peter Mullan. Coescrita por Richard Curtis y Lee Hall, la película se basa en una novela juvenil del mismo título escrita por el británico Michael Morpurgo publicada en 1982. La acción transcurre durante la I Guerra Mundial.

## Argumento
En tiempos del inicio de la Primera Guerra Mundial, un adolescente llamado Albert Narracott (Jeremy Irvine) de Devon, Inglaterra, presencia el nacimiento de un potro purasangre de pelaje castaño y, posteriormente, observa con admiración el crecimiento del joven caballo, galopando por los campos al lado de su madre. Para gran consternación de su madre, Rose (Emily Watson), su padre Ted (Peter Mullan) compra el potro en la subasta, a pesar de un amigo que señala un caballo de tiro más adecuado para su granja. Deseando conservar su orgullo a pesar de su propietario Melasculo (David Thewlis), las ofertas de Ted van más alto para el potro. El alto costo del caballo (30 guineas) significa que es incapaz de pagar la renta a Lyons, que amenaza con tomar posesión de la finca si no recibe el dinero antes del otoño. Ted se compromete a cumplir el plazo fijado, sugiriendo que podría arar y plantar nabos en la parte baja del campo que está llena de rocas. Albert le pone el nombre de Joey a su caballo y dedica mucho tiempo a sus entrenamientos. El mejor amigo de Albert, Andrew Easton (Matt Milne), observa cómo este le enseña muchas cosas a su potro, una de ellas es que vaya cuando Albert imita el ruido de un búho ahuecando y soplando en las manos.
A Ted, que se hirió la pierna en la guerra, se le suele mostrar con una botella de alcohol. Rose le enseña a Albert las medallas de su padre de la Segunda Guerra de los Bóeres en Sudáfrica, donde este sirvió como sargento de la Imperial Yeomanry del ejército. A Ted le hirieron gravemente en el combate y recibió la Medalla de Conducta Distinguida por su valentía bajo el fuego enemigo. Rose le da a su hijo el banderín del regimiento de su padre, diciéndole que Ted no está orgulloso de lo que hizo durante la guerra, y que él había tirado la bandera y las medallas, aunque ella las recuperó y las mantuvo escondidas.
Albert entrena a Joey para el arado y, para el asombro de sus vecinos, prepara el pedregal para plantarlo con nabos. Sin embargo, una tormenta destruye el campo con el cultivo, lo que supone retrasar el pago del alquiler y (sin decírselo a Albert), Ted vende a Joey al capitán Nicholls (Tom Hiddleston), un joven oficial de caballería, al estallar la Primera Guerra Mundial. Cuando Albert se entera, se enfrenta al oficial y le pide que no se lleve a su caballo. Nicholls le promete que cuidará de él como si fuese su propio caballo y que se lo devolverá con ilusión después de la guerra.
Albert quiere alistarse en el ejército, pero es muy joven. Antes de que el capitán se marche con Joey, Albert ata el banderín de su padre a la brida de Joey.
Entrenan a Joey para operaciones militares y lo destinan a Francia con una columna volante bajo el mando del capitán Nicholls. Las cargas de caballería, que en su día fueron una forma de guerra importante, ahora están irremediablemente obsoletas cuando se enfrentan a las ametralladoras, como descubrieron el capitán Nicholls y sus compañeros jinetes después de atacar un campamento militar. Nicholls y la mayoría de sus jinetes caen en combate y los alemanes capturan sus caballos.
Joey se encariña con Topthorn, un caballo negro con el que hizo su entrenamiento militar. Los dos caballos se utilizan para empujar un carro ambulancia conducido por dos soldados alemanes, Gunther (David Kross) y su hermano de 14 años, Michael (Leonard Carow). Gunther le da el banderín a Michael como amuleto de buena suerte cuando lo asignan al frente alemán, a pesar de ser demasiado joven para luchar. Entonces, Gunther hace caso omiso de la orden de permanecer atrás y esperar una nueva llamada para cambiar de posición. Incapaz de convencer a su hermano para que se quede atrás, Gunther escapa a lomos de Joey y trae de vuelta a Topthorn para que su hermano y él puedan ir montados en ellos hasta Italia (todavía neutral). Una noche, los soldados alemanes descubren a los hermanos ausentes sin permiso escondidos en un molino, y un pelotón de fusilamiento los ejecuta por deserción.
Una vez muertos los dos jóvenes alemanes, Emilie (Celine Buckens), una chica huérfana francesa que vive en la granja con su abuelo, encuentra los dos caballos dentro del molino, pero padece de huesos frágiles, por lo que no la dejan montar a caballo por si se cae.
Más tarde, llegan los soldados alemanes y confiscan toda la comida y las provisiones de la propiedad. Emily esconde los caballos en su habitación para evitar que se los lleven a luchar. Su abuelo le deja que monte a Joey el día de su cumpleaños y galopa con él por una colina al lado de la granja. Como Emily tarda en volver, el abuelo echa a correr colina arriba preocupado; al otro lado, ve que su nieta ha topado con los soldados alemanes que habían estado antes en la granja. Los soldados alemanes se llevan los caballos, pero el abuelo se queda el banderín.
Los alemanes utilizaron a Joey y Topthorn para llevar la artillería pesada, la tarea requería un esfuerzo tal que los caballos morían al poco tiempo. No obstante, Joey y Topthorn estaban al cuidado de un soldado alemán amante de los caballos que hizo todo lo posible para evitar la muerte de estos.
La historia continúa hasta 1918, cuando Albert se alistó y luchó junto con Andrew en la Segunda Batalla del Somme a las órdenes del hijo de Lyons, David. Tras el ataque de los británicos a tierra de nadie, Albert, Andrew y varios soldados británicos avanzan milagrosamente hasta una trinchera alemana abandonada. En ese momento, una bomba de gas mostaza estalla y el espacio se inunda del gas químico blanquecino.
Mientras tanto, Joey y Topthorn soportan durante varios meses el arduo de trabajo de caballo de carga en el ejército alemán, junto al resto de los caballos. Sin embargo, Topthorn cae finalmente rendido y muere de agotamiento. Joey y el soldado alemán le consuelan y le suplican que no se quede tendido en el suelo, donde pueden verle y matarlo. Joey se ve acorralado por un tanque que avanza hacia él, el caballo escapa y corre hacia tierra de nadie, trota sobre el terreno devastado y destruido del Somme y, de repente, se ve atrapado en un cercado de alambre de espino. Desde sus respectivas trincheras, tanto británicos como alemanes observan a Joey en la neblina, no podían creer que el caballo sobreviviera tras la batalla. Un soldado británico de South Shields llamado Colin cruza la tierra de nadie asiendo una bandera blanca e intenta llevar al caballo al bando británico. Peter, un soldado alemán de Düsseldorf, se acerca con un cortador de alambre y juntos liberan a Joey de la alambrada. Tras su liberación, lanzan una moneda para decidir quién de los dos se quedará con el caballo; Colin sale ganador y guía a Joey hasta la trinchera. El soldado británico acababa de entablar una extraña amistad con el soldado de Düsseldorf, un enemigo del bando al cual estaba ordenado matar.
La historia da un giro hacia la perspectiva de Albert. Su amigo Andrew murió tras el ataque de gas mostaza, pero Albert sobrevivió. Se había quedado ciego temporalmente y unas vendas cubrían sus ojos. Cuando se estaba recuperando de su ceguera en un hospital militar británico, el soldado Colin llevó a Joey al mismo lugar. Colin iba en busca de un cirujano veterinario para que curara las heridas producidas por el alambre de espino. La noticia del rescate milagroso del caballo producido en tierra de nadie llegó a los oídos de Albert.
El médico militar (Liam Cunningham) ordena al sargento Fry (Eddie Marsan) sacrificar a Joey a causa de sus heridas, pero cuando Fry está a punto de disparar, la llamada del búho que había aprendido de Albert cuando era un potro llama la atención de Joey. Albert llega a Joey a través de las tropas, haciendo su llamada otra vez, Joey corre a ver a su amigo, al que hacía tiempo que no veía. Albert explica que él crio a Joey, y con sus vendas aún cubriendo sus ojos, da una descripción exacta de las marcas de su caballo, confirmando sus intenciones. Joey está cubierto de fango, así que el veterinario se niega a aceptar las afirmaciones de Albert, pero se le corrige con rapidez cuando los soldados le lavan la mugre, revelando los cuatro calcetines blancos y el diamante resplandeciente en la frente.
El armisticio trae el fin de la guerra y Albert recupera la vista. Se entera de que los caballos de los oficiales serán enviados de vuelta a casa, mientras que Joey y el resto serán vendidos al mejor postor. Los soldados reúnen fondos para ayudar a Albert a comprar a Joey, pero durante una guerra de pujas con un carnicero francés llegando a las 30 libras, se hace una puja de 100 libras sin revelar quién la hizo. Un caballero mayor se acerca a la sala de pujas, es el abuelo de Emily. Nadie hace otra oferta y él se convierte en el dueño de Joey. La presencia del abuelo da a entender que Emily ha muerto, y que después de oír sobre el milagro del caballo, su abuelo caminó tres días para devolver a Joey por el bien de la memoria de Emily.
Albert suplica al abuelo de Emily que le dé el caballo, pero el hombre permanece impasible por haber ganado la puja. Conforme el abuelo se aleja, Joey se libera y se dirige hacia Albert. Cuando ve al caballo y al joven soldado inglés, el abuelo saca el estandarte militar de su bolsillo y le pregunta a Albert si significa algo para él. Cuando Albert le dice al hombre que perteneció a su padre, este cambia de opinión. Primero le da a Albert el estandarte, y más tarde le da a Joey, diciéndole que es lo que Emily habría querido. Al final Albert monta a Joey de vuelta a la granja de su familia, abraza a sus padres y le devuelve el estandarte a su padre y terminan todos felices después de Albert regresar de la guerra

## Reparto principal
Después de algunas especulaciones, el elenco de War Horse se anunció el 17 de junio de 2010. Se rumoreaba la semana anterior que Eddie Redmayne había sido elegido para el papel principal como Albert Narracott, pero en su lugar se eligió al actor de teatro relativamente desconocido Jeremy Irvine. Spielberg comentó que después de ver a cientos de niños pequeños leyendo para el papel, Irvine había entrado y hecho una lectura en frío que le pareció «muy natural, muy auténtica». Irvine adicionó durante dos meses, yendo dos o tres veces una semana, y se enteró de que el papel le fue concedido cuando le pidieron que leyera un guion de la película en cámara para comprobar su acento de West Country.
El elenco es europeo, con actores británicos, franceses y alemanes interpretando personajes de sus respectivas nacionalidades. Robert Emms, quien interpretó el papel principal de Albert Narracott en la obra de teatro War Horse, ejecutada en National Theatre, fue elegido como David Lyons. El castin de extras tuvo lugar en Devon a finales de julio de 2010. En total, se utilizaron unos 5.800 figurantes en la película. La nieta del capitán Budgett, uno de los veteranos de la Primera Guerra Mundial que había inspirado a Morpurgo a escribir la historia, actuó como extra en escenas filmadas en Castle Combe, y el propio Morpurgo filmó un cameo allí, junto con su esposa Clare. De esta forma, el reparto protagónico quedó conformado por:
- Jeremy Irvine como Albert Narracot:
- Emily Watson como Rosie Narracot:
- Peter Mullan como Ted Narracot:
- Tom Hiddleston como capitán Nicholls:
- Celine Buckens como Emilie:
- David Kross como Michael Schröder:
- Leonard Carow como Gunther Schröder:
- Toby Kebbell como Collin:

## Producción

### Banda sonora
John Williams compuso y dirigió la partitura musical de la película, su segunda el mismo año para Spielberg, después de Las aventuras de Tintín. Williams se inspiró visitando una granja de caballos en California y observando a los caballos y su comportamiento, de lo que mencionó: «me acostumbré a observar a los caballos por la mañana y comencé a ver cómo se conectan entre sí y cómo sienten curiosidad por mí. Fue entonces cuando realmente comencé a tener la sensación de que los caballos son criaturas muy especiales. Han sido amigos magníficos y confiables durante tanto tiempo y han hecho mucho por nosotros con tanta gracia».
Williams también se vio influenciado por el alcance geográfico de la historia de la película. Con respecto a ese enfoque, afirmó lo siguiente:

«Esta fue una oportunidad muy rica musicalmente porque se trata tanto de humanos como de animales y tiene lugar en tres países diferentes. Comienza de una manera más íntima, en la granja con el vínculo de Joey y Albert. Luego, el estallido de la guerra cambia la escala y la música da un giro de 180 grados. Desde esta música bucólica, suave e incluso sentimental, pasas a la música de las oleadas de batalla y las luchas apasionantes. Es un viaje musical lleno de dimensión y contenido emocional, y traté también de crear una atmósfera que reflejara ese período, que fue lírico, poético y trágico».

| N.º | Título                            | Duración |  |
| 1.  | «Dartmoor, 1912»                  | 3:36     |  |
| 2.  | «The Auction»                     | 3:34     |  |
| 3.  | «Bringing Joey Home, and Bonding» | 4:42     |  |
| 4.  | «Learning the Call»               | 3:20     |  |
| 5.  | «Seeding, and Horse vs. Car»      | 3:33     |  |
| 6.  | «Plowing»                         | 5:10     |  |
| 7.  | «Ruined Crop, and Going to War»   | 3:29     |  |
| 8.  | «The Charge and Capture»          | 3:21     |  |
| 9.  | «The Desertion»                   | 2:33     |  |
| 10. | «Joey's New Friends»              | 3:30     |  |
| 11. | «Pulling the Cannon»              | 4:12     |  |
| 12. | «The Death of Topthorn»           | 2:45     |  |
| 13. | «No Man's Land»                   | 4:35     |  |
| 14. | «The Reunion»                     | 3:55     |  |
| 15. | «Remembering Emilie, and Finale»  | 5:07     |  |
| 16. | «The Homecoming»                  | 8:06     |  |

- Fuente: Allmusic.[16]

### Características técnicas
La relación de aspecto en todas las versiones lanzadas al público es de 2.39: 1, mientras que la revelación de la cinta se realizó en los laboratorios DeLuxe. Asimismo, contó con un negativo fotográfico de 35 mm. Por otro lado, los sistemas SDDS, Datasat, Dolby Digital y Dolby Surround 7.1 fueron los seleccionados para las mezclas de sonido. La duración total de la película es de 146 minutos.

## Premios
Premios Oscar
| Año  | Categoría                            | Persona                                                  | Resultado | Ganador    |
| ---- | ------------------------------------ | -------------------------------------------------------- | --------- | ---------- |
| 2011 | Óscar a la mejor película            | Steven Spielberg, y Kathleen Kennedy                     | Nominada  | The Artist |
| 2011 | Óscar a la mejor banda sonora        | John Williams                                            | Nominada  | The Artist |
| 2011 | Óscar a la mejor fotografía          | Januzs Kaminski                                          | Nominada  | Hugo       |
| 2011 | Óscar a la mejor dirección artística | Lee Sandales                                             | Nominada  | Hugo       |
| 2011 | Óscar a la mejor edición de sonido   | Richard Hyms y Gary Rydstrom                             | Nominada  | Hugo       |
| 2011 | Óscar al mejor sonido                | Gary Rydstrom, Andy Nelson, Tom Johnson, y Stuart Wilson | Nominada  | Hugo       |

Globos de Oro
| Año  | Categoría             | Persona       | Resultado |
| ---- | --------------------- | ------------- | --------- |
| 2011 | Mejor película- drama |               | Nominada  |
| 2011 | Mejor banda sonora    | John Williams | Nominada  |